# Loge (theater)

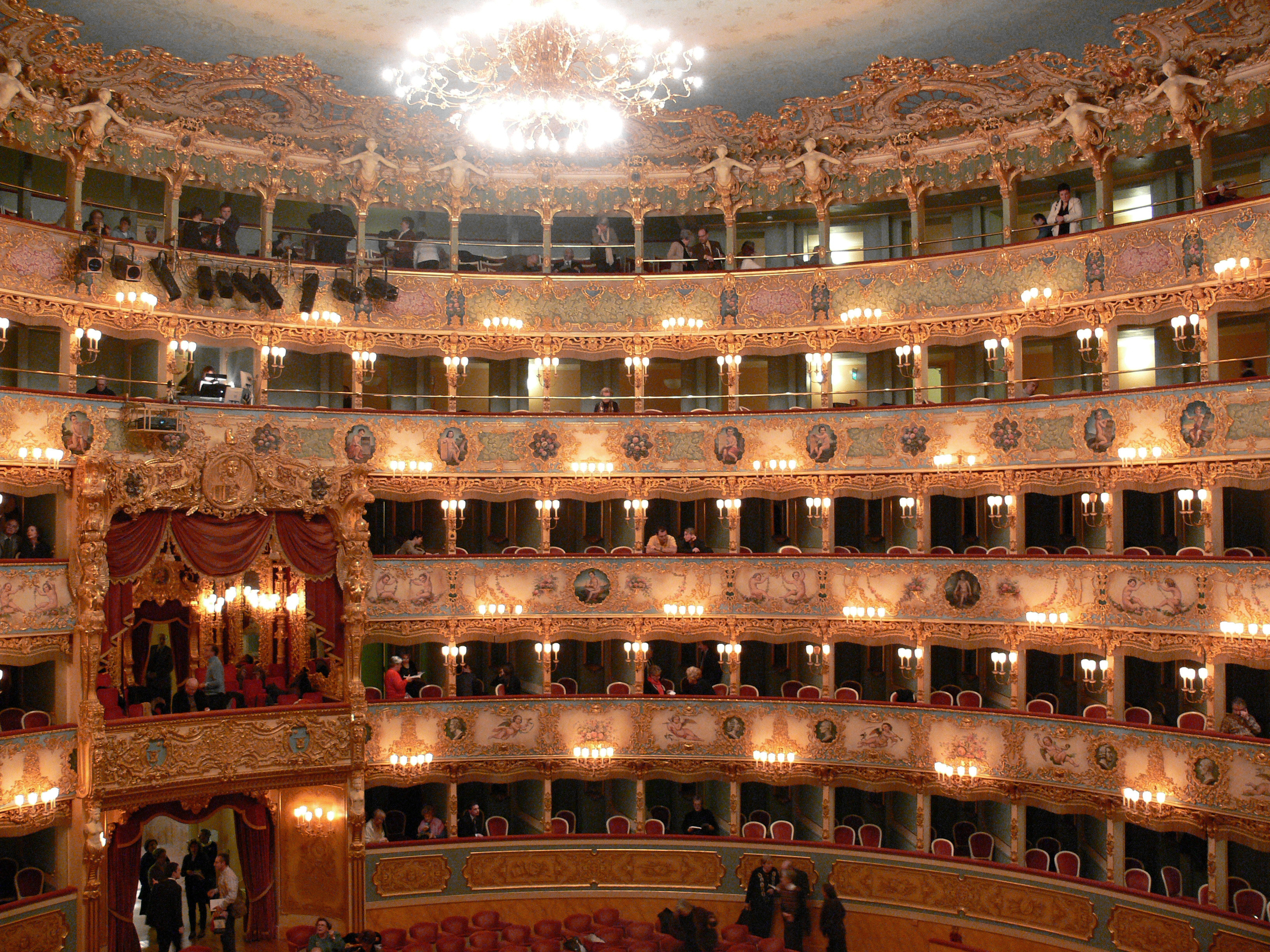
Loges in Teatro La Fenice in Venetië

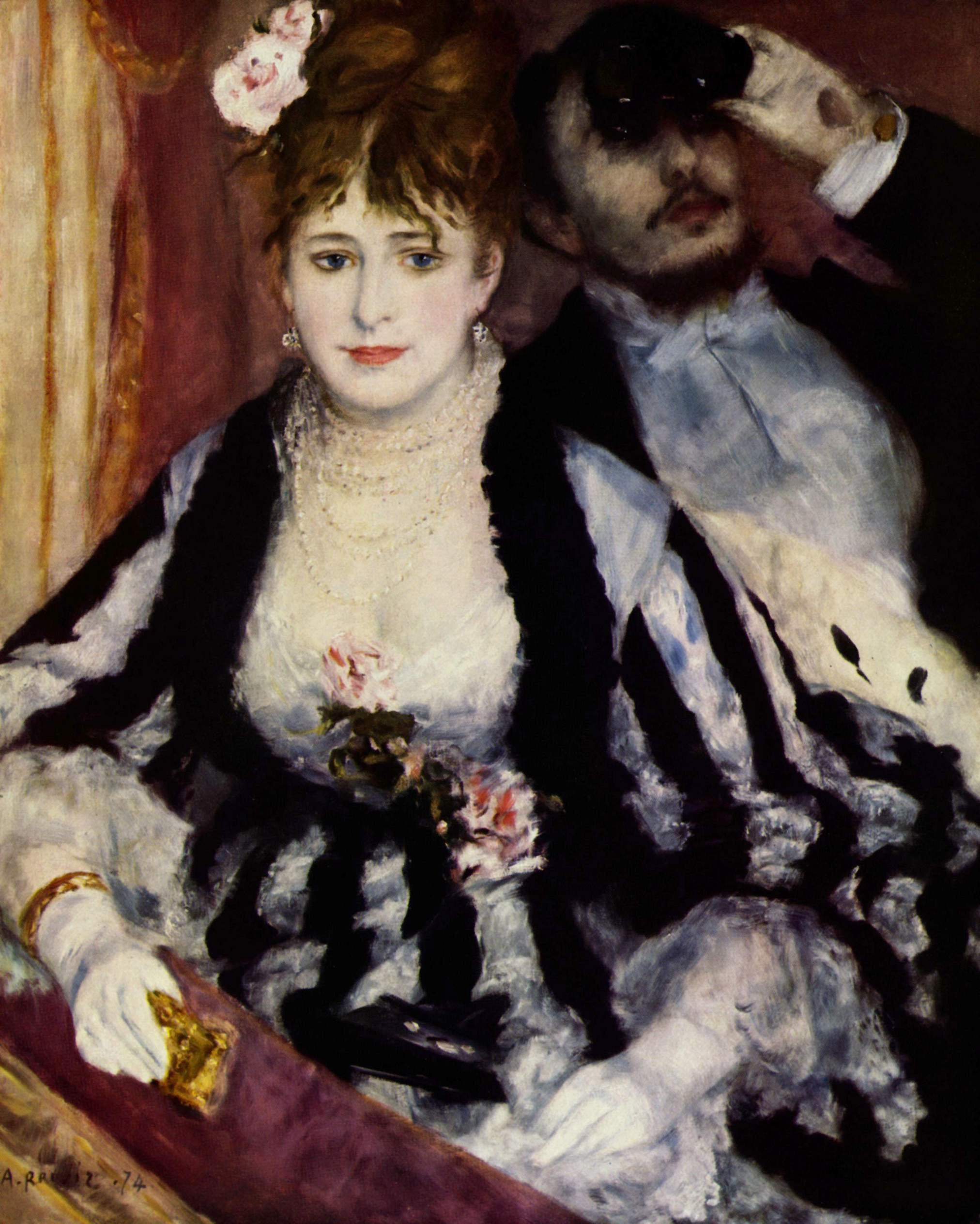
De loge, schilderij van Renoir (1874)

Een loge is een aparte ruimte voor een kleine groep toeschouwers in het auditorium van een theater, concertzaal, operagebouw, bioscoop, circus, stadion of kerkgebouw. 
Loges hebben een eigen ingang en zijn afgescheiden van andere loges en de rest van de zaal, zodat het bijna privékamertjes zijn. Ze zijn hoger geplaatst dan de normale zitplaatsen, vaak op een balkon. 
Vanaf de centrale loge op het eerste balkon van een theater heeft men een goed zicht op het toneel; deze plaatsen behoren dan ook meestal tot de duurste van een theater en hier zaten vanouds voorname en rijke personen, die soms een loge permanent gehuurd hadden. 
Koninklijke loges zijn gereserveerd voor een vorst en de familie van de vorst. Deze hebben vaak een aparte, achter de loge gelegen foyer of ontvangstruimte.
In een sportstadion zijn ook loges. Ze worden meestal skybox genoemd.
Vanouds wordt een loge permanent verhuurd. De huurder kan op elk moment zijn loge betreden en er gasten uitnodigen.

## Oneigenlijke loge
In theaters zonder loges wordt de term "loge" ook wel gebruikt voor de voorste zitplaatsen op het eerste balkon, direct voor het toneel. Deze worden afgescheiden van de daarachter gelegen zitplaatsen door een balustrade of gangpad. Deze loges zijn geen afgesloten kamertjes en ze worden - net als de andere zitplaatsen - per voorstelling verhuurd.